# Affaire de la proscynèse
 (octobre 2023).

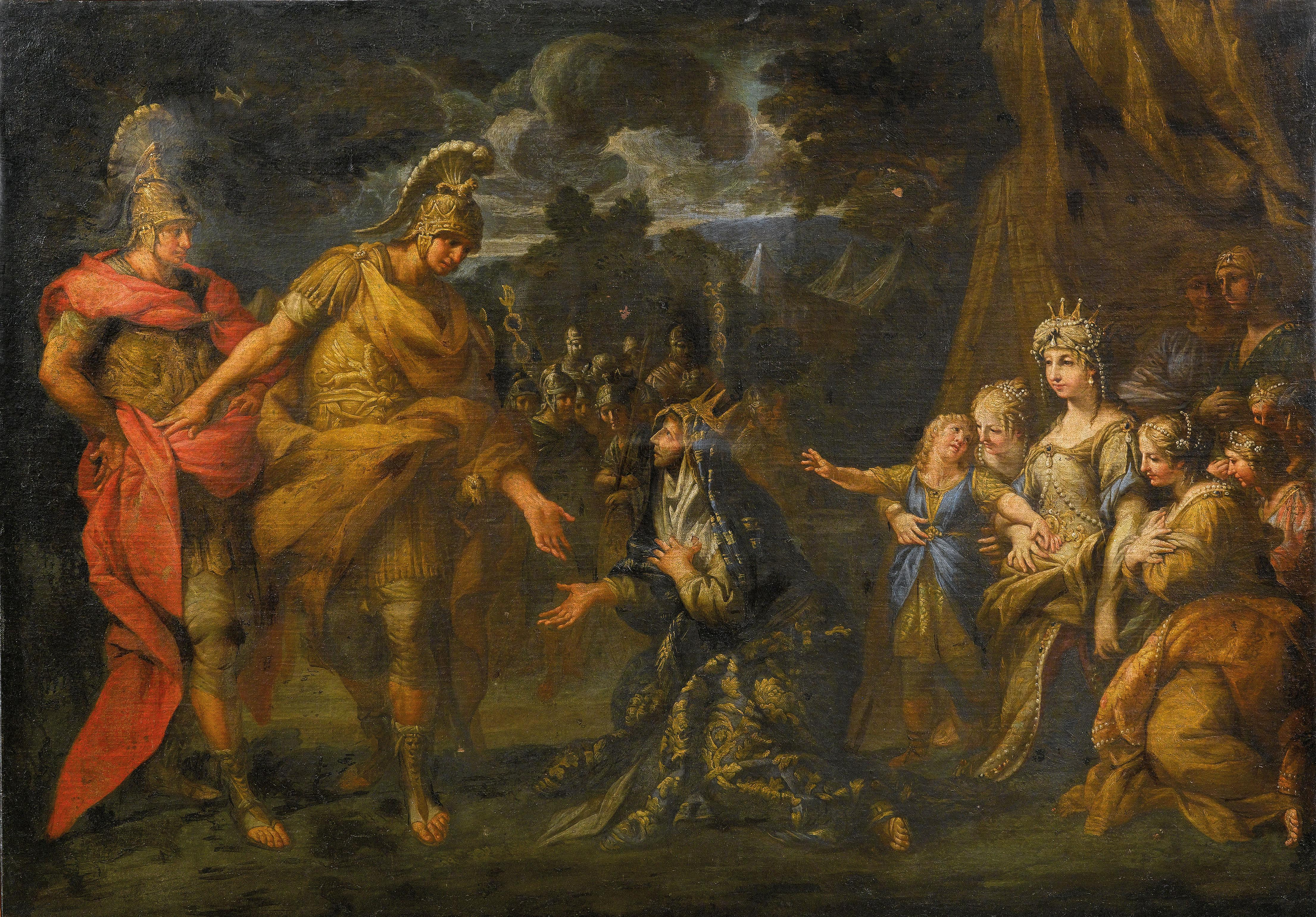
La famille de Darius devant Alexandre le Grand, Lazzaro Baldi, 1703.

L’affaire de la proskynèse, en grec ancien προσκύνησις / proskynésis (adoration, prosternation), se réfère à une opposition des élites gréco-macédoniennes envers Alexandre le Grand qui souhaite être salué par une prosternation à terre, à l'instar des pratiques en vigueur à la cour des rois perses.
Entre 328 et 327 av. J.-C., Alexandre, devenu grand roi et successeur des Achéménides, exige un rituel impliquant l'agenouillement devant lui, un geste réservé aux dieux chez les Grecs. Cette exigence est difficilement acceptée et génère des tensions au sein de la cour. Elle démontre une résistance chez les tenants de la tradition face à l'« orientalisation » des pratiques politiques et à la question de la divinisation d'Alexandre.

## Sources
Cette affaire est relatée principalement par Arrien dans l'Anabase, par Quinte-Curce au livre VIII de l'Histoire d’Alexandre, par Plutarque dans les Vies parallèles ainsi que de manière fragmentaire par Charès de Mytilène dans l'Histoire d’Alexandre. Dans l'Anabase, Arrien s'appuie sur deux sources contemporaines des événements, Aristobule et Ptolémée. Ces sources sont considérées comme fiables par l'auteur, mais il convient de noter qu'Arrien est un grand admirateur d’Alexandre et que ses sources elles-mêmes sont issues de personnes proches d’Alexandre. L'objectivité des propos d’Arrien doit donc être considérée avec un certain recul.

## Contexte

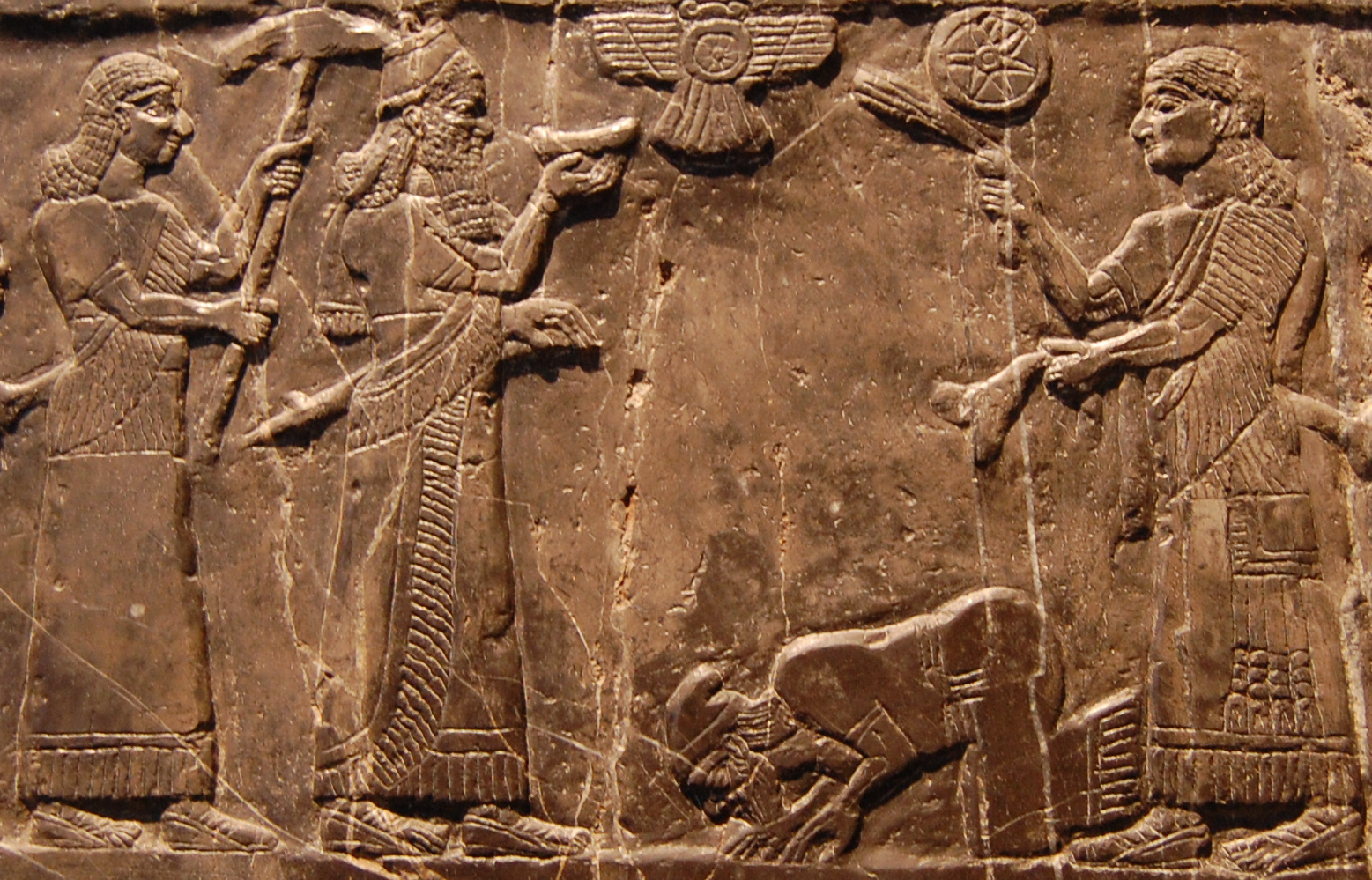
Proskynèse du roi Jéhu devant Salmanazar III, Obélisque noir de Salmanazar III,, British Museum.

En 327 av. J.-C., Alexandre atteint la frontière orientale de l’Empire perse. Il cherche à reconstruire l’autorité achéménide pour intégrer les régions les plus lointaines (Bactriane, Sogdiane, etc.). La même année, il épouse Roxane, une princesse bactrienne, dans le but de se rapprocher des élites indigènes. L’affaire de la proskynèse se déroule à Bactres, peu de temps après ce mariage. Cette période est aussi caractérisée par la mise en avant de l’origine divine d’Alexandre qui a été reconnu par les prêtres égyptiens comme étant le fils de Zeus Ammon. Alexandre fait par ailleurs de plus en plus référence dans ses discours à ses origines divines afin de légitimer son pouvoir sur un empire en expansion.
Charès de Mytilène, témoin oculaire du début de l’affaire dont le récit a été repris par Athénée de Naucratis et Plutarque, précise que l’origine de la discorde entre Alexandre et ses officiers, se trouve dans un symposion restreint. Selon Charès, les participants, fortement alcoolisés, se seraient adonnés à une proskynèse devant Alexandre et auraient tous reçu un baiser en récompense, excepté Callisthène, neveu d’Aristote et biographe officiel de la cour qui, tentant d’échapper au rituel, se voit refuser le baiser d’Alexandre et se met à l'écart du groupe pour s'isoler.

## Rituel
Dans un contexte plus officiel que le symposion évoqué par Charès de Mytilène, Alexandre « ordonne que, tout comme les Perses, les Macédoniens le salu[ent] en l’adorant prosternés contre terre ». Or, si la prosternation est pour les Perses un rituel répandu par lequel les sujets reconnaissent le pouvoir terrestre du roi, elle a une signification bien différente pour les Grecs. Le roi perse a le statut de lieutenant du dieu Ahura Mazda sur Terre : la prosternation représente donc pour les Perses une marque plus d'obéissance au monarque que de reconnaissance du pouvoir divin, car le roi n'a que ce rôle de lieutenant (il a donc une nature pleinement humaine). En revanche, pour les Grecs, la proskynèse est un rituel réservé à l’adoration des dieux, particulièrement dans le cadre des rituels religieux. En outre, le rituel de la proskynèse est, aux yeux des Grecs, un « motif illustrant le despotisme perse ». 
Il convient de noter que dans les analyses actuelles de cet évènement[Lesquels ?], il existe différentes traductions du terme « proskynèse », telles que « se jeter à terre », « baiser », « faire une révérence », etc. La question de la prosternation dans l'affaire de la proskynèse revêt donc à la fois des aspects historiques et linguistiques.

## Oppositions
Si quelques officiers de l'entourage d'Alexandre se plient à la pratique, en premier lieu son favori Héphestion, une large majorité des Gréco-Macédoniens refusent de se soumettre de cette manière à Alexandre. Callisthène exprime de vifs reproches au sujet de la prosternation et se fait le porte-parole des traditionalistes qui refusent ces usages « barbares ». Selon Callisthène, Alexandre viole le nomos (la loi) des Grecs en tentant de leur imposer ce rituel. Callisthène manifeste sa vive opposition dans un discours rapporté notamment par Arrien, Quinte-Curce et Plutarque. La prétention d'Alexandre à vouloir être considéré comme un dieu a aussi été moquée par les Spartiates, ainsi que le rapporte Claude Élien dans les Histoires diverses. 
À la suite du discours de Callisthène, Alexandre paraît se plier au refus de ces officiers et interdit toute mention de la proskynèse. Il fait néanmoins arrêter Callisthène quelques mois après en l'accusant d'être complice d'une conspiration des pages dans laquelle est impliquée Hermolaos. Callisthène est emprisonné durant plusieurs années à Bactres, avant d'être peut-être crucifié sur l'ordre d'Alexandre. Selon d'autres historiens, Callisthène serait mort de maladie pédiculaire sept mois après son arrestation. Quoi qu'il en soit, cette mort a soulevé les passions contre Alexandre .

### Sources antiques
- Arrien (trad. Pierre Savinel), Histoire d’Alexandre : L'Anabase d’Alexandre le Grand et l'Inde, Paris, Les Éditions de minuit, 1984 (ISBN 978-2-707-30673-9, présentation en ligne)
- Quintus Curtius Rufus (trad. Annette Flobert), Histoire d’Alexandre, Paris, Gallimard, coll. « Folio classique », 2007, 528 p. (ISBN 978-2-070-30488-2)
- Plutarque (trad. Robert Flacelière), La Vie d'Alexandre, Paris, Éd. Autrement, 1993 (ISBN 978-2-862-60457-2, présentation en ligne)

#### Ouvrages généraux
- Pierre Briant, Alexandre le Grand, Presses universitaires de France, coll. « Que sais-je ? », 2019, 128 pages (ISBN 978-2-715-40184-6)
- Pierre Briant, Histoire de l'empire perse : de Cyrus à Alexandre, Fayard, 1996 (ISBN 2-213-59667-0, 978-2-213-59667-9 et 90-6258-410-1, OCLC 411170687, lire en ligne)
- Paul Faure, Alexandre, Paris, Fayard, 1985, 573 p. (ISBN 978-2-213-01627-6)
- David M. Lewis, The Cambridge Ancient History : The Fourth Century B.C., vol. 6, Cambridge, Cambridge Univ. Press, 2008, 2e éd. (OCLC 457145004)

#### Études spécialisées
- Pascale Giovannelli-Jouanna, « Arrien de Nicomédie », dans Dominique Lenfant (Dir.), Les Perses vus par les Grecs. Lire les sources classiques sur l’empire achéménide, Paris, Armand Colin, 2011, 432 p. (ISBN 978-2-200-27035-3, DOI 10.3917/arco.lenfa.2011.01.0048, lire en ligne), p. 48-64
- (en) J. P. V. D. Balsdon, « The 'Divinity' of Alexander », Historia. Zeitschrift für Alte Geschichte, vol. 1, no 3,‎ 1950, p. 363-388 (lire en ligne )